# Laura Witte
Laura Witte (* 16. April 1869 in Brooklyn, New York City als Laura Elisabeth Theodore Roth; † 15. November 1939 in Rostock) war eine deutsche Frauenrechtlerin.

## Familie
Laura Witte kam aus einem gutbürgerlichen Hause, sie war die älteste Tochter des Baumwollhändlers Johannes Roth (1837–1894) und dessen Ehefrau Jane, geb. Bean (1841–1901). Zu ihren vier Geschwistern zählte der Bildhauer Frederick Roth (1872–1944). Die Politikerin Annemarie von Harlem (1894–1983) war ihre Nichte. Aus ihrer am 7. Juni 1892 geschlossenen Ehe mit dem Unternehmer Friedrich Carl Witte (1864–1938) gingen fünf Kinder hervor: Johanna (* 1893), Friedrich (* 1895), Siegfried (1897–1961), Elisabeth (* 1903) und Carl August (* 1908). Ihr Schwiegervater war der Rostocker Unternehmer und Politiker Friedrich Witte.

## Leben
Geboren und aufgewachsen war Witte in Brooklyn, später wurde sie für eine standesgemäße Erziehung nach Bremen, dem deutschen Wohnsitz der Familie, und Rostock, wo ihr Onkel Friedrich Roth ansässig war, geschickt. Dort lernte sie auch ihren späteren Ehemann kennen. Das Ehepaar Witte gehörte zur bürgerlichen Oberschicht Rostocks.
Nach der Geburt ihres fünften Kindes begann Witte sich im Verein für Kleinkinderwarteschulen, im Verein für Kinderhorte und im Verein für das Alexandrahaus Warnemünde ehrenamtlich zu betätigen. Darüber hinaus trat sie dem Mecklenburgischen Landesverein für Frauenstimmrecht bei. Witte setzte sich für die rechtliche, politische und ökonomische Gleichstellung der Frauen ein. Sie hielt verschiedene Vorträge und engagierte sich zunehmend in zahlreichen Vereinen. Ab 1915 war Witte Vorstandsmitglied des Verbandes für soziale Hilfsarbeit als auch im Vorstand des Hausfrauenvereins, darüber hinaus war sie von 1916 bis 1929 Vorsitzende des Vereins für die Rostocker Krippe.
1919 trat Witte der Deutschen Demokratischen Partei bei und übernahm den Vorsitz in der dortigen Frauengruppe. 1919 hielt Witte bei einer öffentlichen Versammlung der Deutschen Demokratischen Partei in Doberan eine Rede über „Die Frau im neuen Deutschland“. Witte analysierte die Situation der Frauen nach der Einführung des Frauenwahlrechts 1918. Sie forderte unter anderem freie Berufswahl und gleichen Lohn.
Über ihre politische und karitative Arbeit  pflegte Witte Kontakt zu anderen Frauenrechtlerinnen wie Klara Schleker, Elisabeth Schmidt-Reichhoff, Käthe Schirmacher und Henni Lehmann.